# 昌谷大介
昌谷 大介（さかや だいすけ、1979年3月24日 - ）は、日本のライター、エディター、経営者。
編集プロダクション「A4studio」代表取締役

## 略歴
神奈川県相模原市出身。
2001年、大正大学 文学部 日本語・日本文学科卒業。その後、1年間サラリーマンを経験。
2002年、某編集プロダクションに所属し、出版業界でライター業に従事。
2004年、フリーランスのライター・エディターとして独立。
2012年、編集プロダクション「（株）A4studio（エーヨンスタジオ）」を設立し、代表取締役に就任。

## 人物
徳間書店のグッズ誌『ベストギア』では5年以上に渡る長期連載を担当。
リクルートの求人情報誌『ガテン』で5年ほど外注編集者としての経験もあり。
ギャル男・お兄系ファッション誌『MEN'S KNUCKLE』（ミリオン出版）のファッションライターとして活動していた当時、一世を風靡した『MEN'S KNUCKLE』のインパクトの強い面白キャッチコピーを量産していた。
お兄系ファッション誌『BITTER』（大洋図書）では、アイテム紹介のショートラブストーリー連載を担当。
『機動戦士ガンダム』シリーズに造詣が深く、ガンダムの生みの親である富野由悠季監督へのインタビューなど、『ガンダム』関連のインタビューを数多く手掛ける。
学生時代に非モテだったことをバネに大学デビューし、その後の恋愛経験をもとに恋愛関連の記事も多数執筆している。

## 仕事実績／現在
- 『文春オンライン』（文藝春秋）
- 『週刊プレイボーイ』（集英社）[4]
- 『現代ビジネス』（講談社）
- 『ダイヤモンドZAi』（ダイヤモンド社）[4]
- 『Business Journal』（サイゾー）[4]
- 『citrus』（オールアバウトナビ）[4]
- 『日刊SPA!』（扶桑社）
- 『EX大衆』（双葉社）
- 『FLASH』（光文社）

## 仕事実績／過去
- 『週刊SPA!』（扶桑社）
- 『スゴレン』（スゴレン）[4]
- 『MEN'S KNUCKLE』（ミリオン出版）[4]
- 『SOUL Japan』（ミリオン出版）
- 『BITTER』（大洋図書）[4]
- 『Mr.Babe』（徳間書店）[4]
- 『ベストギア』（徳間書店）[1]
- 『ガテン』（リクルート）[1]